# Élections législatives norvégiennes de 1949
Les élections législatives norvégiennes de 1949 (Stortingsvalet 1949, en norvégien) se sont tenues le 10 octobre 1949, afin d'élire les cent cinquante députés du Storting pour un mandat de quatre ans.

## Résultats
Le Parti travailliste avec 85 députés (et plus de 56 % des sièges) obtient la majorité absolue la plus large de l'après-guerre. Le parti communiste malgré 5,8 % des voix et plus de 107 000 suffrages n'est pas présent au Storting.
| Parti                              | Voix      | %     | Sièges | +/-     |
| ---------------------------------- | --------- | ----- | ------ | ------- |
| Parti travailliste                 | 803 471   | 45,7  | 85     | + 9     |
| Parti conservateur                 | 279 790   | 15,9  | 23     | - 2     |
| Parti libéral                      | 218 866   | 12,4  | 21     | + 1     |
| Parti populaire chrétien           | 147 068   | 8,4   | 9      | + 1     |
| Parti communiste                   | 107 712   | 5,8   | 0      | - 11    |
| Parti des paysans                  | 85 418    | 4,9   | 12     | + 2     |
| Paysans – Conservateurs – Libéraux | 45 311    | 2,6   | -      | _       |
| Paysans – Conservateurs            | 35 860    | 2     | -      | _       |
| Paysans – Libéraux                 | 22 408    | 1,3   | -      | _       |
| Parti de la société                | 13 088    | 0,7   | 0      | Nouveau |
| Chrétiens – Libéraux               | 4 334     | 0,2   | -      | _       |
| Total                              | 1 770 897 | 100,0 | 150    | 0       |